# Tristyn Lee
Tristyn Lee, né le 20 août 2002 à Whitby au Canada, est un athlète et culturiste canadien. Durant deux années, il a également maintenu 4% de masse graisseuse.

## Biographie
C'est à l'âge de 15 ans que le Canadien a commencé à s'entrainer au culturisme. Son but premier était de devenir footballeur professionnel et a d'ailleurs fait partie du centre de formation Ontario Player Development League pour tenter d'atteindre son objectif.